# Simulium babai
Simulium babai är en tvåvingeart som beskrevs av Takaoka och Aoki 2007. Simulium babai ingår i släktet Simulium och familjen knott. Inga underarter finns listade i Catalogue of Life.